# Теорема Гадвіґера
Теорема Гадвіґера характеризує неперервні валюації на опуклих тілах в евклідовому просторі, інваріантні відносно рухів. Доведена Гуго Гадвіґером.

## Вступ

### Валюації
Нехай {\displaystyle K^{n}} — клас усіх непорожніх компактних опуклих множин {\displaystyle \mathbb {R} ^{n}}.
Валюація на {\displaystyle K^{n}} це функція {\displaystyle v:K^{n}\to \mathbb {R} } така, що рівняння
{\displaystyle v(S)+v(T)=v(S\cap T)+v(S\cup T)}
виконується для будь-яких {\displaystyle S,T\in K^{n}} таких, що {\displaystyle S\cup T\in K^{n}},
При цьому
- Валюація називається неперервною, якщо вона неперервна відносно метрики Гаусдорфа.
- Валюація називається інваріантною відносно рухів, якщо для будь-якого руху φ і будь-якого {\displaystyle S\in K^{n}}виконується
{\displaystyle v(S)=v(\phi (S))}

### Середня поперечна міра
{\displaystyle k}-а середня поперечна міра {\displaystyle W_{k}(S)} тіла {\displaystyle S\in K^{n}} визначається як середня {\displaystyle k}-вимірна площа проєкцій {\displaystyle S} на {\displaystyle k}-вимірні площини.
Зокрема,
- {\displaystyle W_{n}(S)} — об'єм {\displaystyle S},
- {\displaystyle W_{n-1}(S)} — пропорційна площі поверхні {\displaystyle S}.
- {\displaystyle W_{k}(\lambda \cdot S)=|\lambda |^{k}\cdot W_{k}(S)}

## Формулювання
Будь-яку неперервну валюацію v на Kn, інваріантну відносно рухів, можна подати у вигляді
{\displaystyle v(S)=\sum _{j=0}^{n}c_{j}{\cdot }W_{j}(S).}

### Наслідок
Будь-яка неперервна валюація v на Kn, інваріантна відносно жорстких рухів і однорідна за степенем j, кратна Wn-j.